# 村野井均
村野井 均（むらのい ひとし　1953年 - ）は、日本の心理学者。茨城大学名誉教授（特任教授）。専門は、発達心理学、メディア・リテラシー。子どものテレビ映像理解について研究し、映像メディアの果たす役割を考察した著作がある。

## 経歴
1953年（昭和28年）、岩手県盛岡市生まれ。1978年（昭和53年）、東京教育大学教育学部心理学科を卒業。その後、筑波大学心理学研究科を経て、1984年（昭和59年）から弘前学院大学一般教育部講師。1988年（昭和63年）から福井大学教育地域科学部助教授となり、2005年（平成17年）に茨城大学教育学部教授に就任した。2019年（平成31年／令和１年）、いわき短期大学幼児教育学科長を経て、茨城大学名誉教授。2021年（令和３年）から茨城大学教育学部特任教授を務める。
テレビ番組やCMが、乳幼児の心理に与える影響に関心を持ち、初語の研究調査に取り組んだ。その後、子供が映像（テレビ）を読み取るためには、国語の読み取りと同じ能力が必要なことを示した。具体的には、１、映像と音声を正しく組み合わせることで、誰が何を話しているか理解する。２、段落に気づくことで、場面や話者の変化がわかり、ストーリーをつなげることができる。３、時制（回想シーンや想像シーン）が変わるときに、映像や音の手がかりに気づき、ストーリーをつなげることができる等である。
日本には子供向け番組が豊富にあり、制作者が段落分けや時制にワイプやフレームなど見て分かる手がかりをつけ続けてきた。番組制作者が子供のテレビ理解を助けてきた、つまりメディア・リテラシー教育の役割を果たしてきたという理論を提唱した。
音と光しか出さないテレビだが、視聴者に味や香りの感覚を引き起こすこともできるとし、暗示（suggestion）の効果や使い方の解説を心理学の立場から行っている。また、ザッピング（Zapping）、フリッピング（Flipping）などの視聴行動の解説も行っている。

## 著作

### 単著
- 村野井均『子どもの発達とテレビ』かもがわ出版、2002年、140頁。ISBN 9784876996759。
- 村野井均『子どもはテレビをどう見るか－テレビ理解の心理学』勁草書房、2016年、207頁。ISBN 9784326299126。

### 共著
- 青山征彦・茂呂雄二編 『スタンダード　学習心理学』サイエンス社、2018年
- 茨城大学教育学部学校教育教室『教育の最新事情と研究の最前線』福村出版、2018年
- 小川哲哉・村野井均・生越徹・杉本憲子編著『ＩＣＴ教育の理論と実践』青簡舎、2015年
- 乾昭治監修、田代光一、宇野秀夫、村野井均、大野木裕明編著『学校で拓くメディアリテラシー』日本文教出版、2002年

### 論文
- 村野井均 (2018). “児童の時制理解にNHK教育テレビが果たした役割－「さわやか3組」の時制表現の分析－”. 茨城大学教育学部紀要（教育科学） (茨城大学教育学部) 67:  605 - 617. NAID 120006395496.
- 村野井均; 藤井とし子 (2016). “幼児向け番組におけるテレビを3次元に見る手がかりの分析”. 茨城大学教育実践研究 (茨城大学教育学部附属教育実践総合センター) 35:  279 - 287. NAID 40021017291.
- 「高齢者のテレビ理解から映像の受け手について考える」『視聴覚教育』、財団法人日本視聴覚教育協会、2016年
- 「視聴覚メディアを問い直す―「わかる」のために(第8回)子どものテレビ理解と視聴覚メディア」『視聴覚教育』、財団法人日本視聴覚教育協会、2010年
- 「子どものテレビ理解と視聴覚メディア」『視聴覚教育』、財団法人日本視聴覚教育協会、2010年
- 「ＳＮＳ(ソーシャル・ネットワーキング・サービス)における人間関係の形成」、平成20年度文教協会助成研究報告書
- 「みんなテレビディレクター －「発信マイスクール」放送100校記念報告書－ 」、福井大学教育地域科学部附属教育実践総合センター、福井県視聴覚教育研究会、福井県教育工学研究会、NHK福井放送局編、福井大学教育地域科学部附属教育実践総合センター・福井大学教育地域科学部、2005年
- 村野井均; 高橋孝幸; 佐藤美希　 (2001). “学校と放送局が協力して児童・生徒の映像作品を放送する試み －ＮＨＫ福井放送局「発信マイスクール」－”. 茨城大学教育実践研究 (福井大学教育地域科学部附属教育実践総合センター) 26:  171 - 179. NAID 40005568986.
- 「オンライン授業の心理学 －児童が就学前に獲得している視聴能力－」、『茨城大学全学教育機構論集』、5号、73－84頁、2022年